# Desmond Cassidi
Sir Arthur Desmond Cassidi, GCB (* 26. Januar 1925; † 10. Oktober 2019) war ein britischer Seeoffizier der Royal Navy, der unter anderem als Admiral zwischen 1979 und 1982 Zweiter Seelord (Second Sea Lord and Chief of Naval Personnel) sowie von 1982 bis 1985 Oberkommandierender des Marine-Heimatkommandos (Commander-in-Chief. Naval Home Command) war. Er war ferner zwischen 1987 und 1996 Präsident der Royal Naval Association.

## Leben

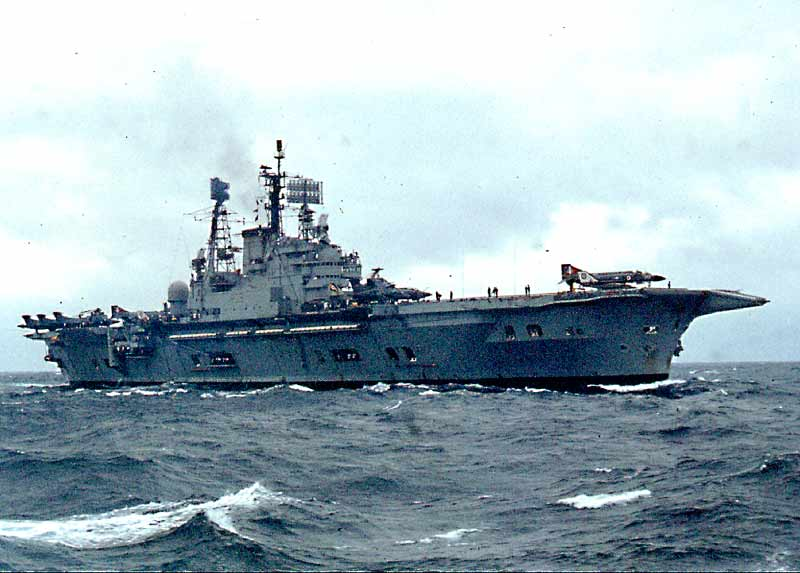
Desmond Cassidi war als Captain von 1972 bis 1973 Kommandant des Flugzeugträgers Ark Royal.

Arthur Desmond Cassidi, Sohn von Fregattenkapitän Robert Alexander Cassidi und dessen Ehefrau Clare Florinda Alexander, trat am 1. September 1938 als Seekadett (Cadet) in die Royal Navy ein und absolvierte bis 1942 eine Ausbildung zum Seeoffizier am Royal Naval College, Dartmouth. Während des Zweiten Weltkrieges war er als Marineflieger eingesetzt. 1944 wurde er zum Sub-Lieutenant, 1946 zum Lieutenant, 1953 zum Lieutenant-Commander und 1956 zum Commander befördert. Nach verschiedenen Verwendungen als Seeoffizier und Stabsoffizier war Kommandeur (Commanding Officer) des 820 Naval Air Squadron und Kommandant der U-Jagd-Fregatte Whitby. Er war als Captain zwischen Juni 1967 und Dezember 1968 Kommandeur des 2. Fregattengeschwaders (2nd Frigate Squadron) sowie als solcher zugleich auch Kommandant des Zerstörers Undaunted. Im Januar 1970 übernahm er in der Admiralität den Posten als Leiter der Abteilung Marineplanung (Director of Naval Plans) und übte diesen bis Mai 1972 aus. Im Anschluss fungierte er zwischen August 1972 und November 1973 als Kommandant des Flugzeugträgers Ark Royal.
Als Rear-Admiral war Cassidi zwischen Januar 1974 und Mai 1975 Kommandierender Admiral der Flugzeugträger und Amphibischen Angriffsschiffe (Flag Officer, Carriers and Amphibious Ships). Anschließend war er als Vice-Admiral von Juni 1975 bis Dezember 1977 Leiter der Hauptabteilung Personal und Ausbildung der Marine (Director-General, Naval Manpower and Training) sowie danach zwischen Februar 1978 und Juni 1979 Kommandierender Admiral des Marineflieger-Kommandos (Flag Officer, Naval Air Command). Am 3. Juni 1978 wurde er zum Knight Commander des Order of the Bath (KCB) geschlagen, so dass er fortan den Namenszusatz „Sir“ führte.
Am 27. September 1979 wurde Desmond Cassidi zum Admiral befördert und Nachfolger von Admiral Sir Gordon Tait als Zweiter Seelord und war (Second Sea Lord and Chief of Naval Personnel) für die Personalangelegenheiten der Royal Navy zuständig. Er hatte dieses Amt bis November 1982 inne und wurde danach von Admiral Sir Simon Cassels abgelöst. Zuletzt übernahm er im Dezember 1982 von Admiral Sir James Eberle die Funktion als Oberkommandierender des Marine-Heimatkommandos (Commander-in-Chief. Naval Home Command) und übte diese bis zu seinem Eintritt in den Ruhestand im Oktober 1985 aus, woraufhin Admiral Sir Peter Stanford seine Nachfolge antrat. Am 31. Dezember 1982 wurde er darüber hinaus zum Knight Grand Cross des Order of the Bath (GCB) erhoben.
Nach seinem Ausscheiden aus dem aktiven Militärdienst war Cassidi zwischen 1986 und 1996 stellvertretender Großpräsident der Royal Commonwealth Ex-Services League, die die Interessen von Bürgern des Commonwealth of Nations vertritt, die entweder bei den britischen oder den Commonwealth-Streitkräften gedient haben. Er war ferner zwischen 1987 und 1996 Präsident der Royal Naval Association war.
Am 15. April heiratete Desmond Cassidi Dorothy Sheelagh Marie Scott. Aus dieser Ehe gingen die beiden Töchter Clare Louisa Cassidi und Rosalind Eileen Cassidi sowie der Sohn Rory Francis Alexander Cassidi hervor.